# Farida Group
Die Farida Group ist ein indisches Familienunternehmen, das auf Schuhe und Oberbekleidung spezialisiert ist. Es hat seinen Sitz im Bundesstaat Tamil Nadu.

## Geschichte
Gegründet wurde das Unternehmen, dessen Namen sich von der jüngsten Tochter des Gründers ableitet, 1957 in Ambur von Haji Mecca Abdul Majid Sahib, dessen erstes Produkt pflanzlich gegerbte Ziegenhäute waren. 1963 stieg Rafeeque Mecca ein, der nach dem Tod seines Vaters im Jahr 1965 Leitung übernahm. Unter seiner Führung entwickelte sich Farida von einer Gerberei zu einem diversifizierten Schuhhersteller: In den späten 1960er Jahren wurden Fabriken zur Herstellung von Oberteilen aufgemacht und in den 1980er Jahren ganze Schuhfabriken aufgebaut. Zudem verlegte er in den 1970er Jahren den Firmensitz von Ambur ins damalige Madras (seit 1996 Chennai).
Im Jahr 2014 beschäftigte die Farida Group in elf Fabriken rund 4000 Mitarbeiter. Ende 2019 schrieb Now, die Zeitschrift der Tufts University, dass das Unternehmen 27.000 Mitarbeiter Indien beschäftige und kumuliert 2000 in Bangladesch und Äthiopien.

## Unternehmensstruktur und Produkte
Die Unternehmensgruppe besteht aus einer Reihe von Einzelunternehmen, von denen mit Stand 2019 fast alle Indien ansässig sind und eines in Äthiopien.
| Firma                                | Gründung | Produkte                                                           |
| ------------------------------------ | -------- | ------------------------------------------------------------------ |
| Farida Prime Tannery                 | 1957     | gegerbtes Kuh-, Ziegen- und Schafsleder                            |
| Farida Shoes Private Limited         | 1976     | Formelle und Freizeitkleidung, Stiefel                             |
| Farida Classic Shoes Private Limited | 1981     | Formelle und Freizeitkleidung, Damenschuhe und -stiefel            |
| India Shoes Exports Private Limited  | 1981     | Goretex, Freizeit- und formelle Kleidung, Oberleder für den Export |
| Delta Shoes Private Limited          | 1987     | Oberleder für Damenschuhe                                          |
| Kenmore Shoes Private Limited        | 2004     | rahmengenähte Schuhe                                               |
| Arcot Soles Private Limited          | 2005     | Schuhsohlen, Fußbetten                                             |
| Farida Tannery PLC - Ethiopia        | 2010     | Schaf- und Kuhleder                                                |
| Aston Shoes Private Limited          | 2010     | Formelle und Freizeitkleidung, Damenschuhe und -stiefel            |
| Farida Shoes Pvt Ltd Palms Unit      | 2017     | u. a. Flip-Flops, Sandalen und PU-Sohlen                           |
| Nadia Shoe Pvt.Ltd                   | 2018     | Formelle und Freizeitkleidung, Stiefel                             |